# Jens Tang Olesen

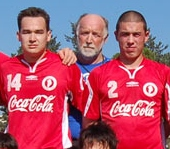
Jens Tang Olesen (midden)

Jens Tang Olesen (Denemarken, 27 september 1947) is een Deens voetbaltrainer.

## Clubs
Hij was trainer van verscheidene Deense clubs: 
- 1974-1977: Skive IK
- 1980-1984: Herning Fremad
- 1984-1987: Viborg FF
- 1988-1989: B 1913
- 1990-1994: Frederikshavn fI
- 1996-1997: Randers Freja
- 2000-2001: Nørresundby BK
- 2002- : Grønlands fodboldlandshold
- 2003: Sportschef i FC Aarhus (nu Aarhus Fremad)
- 2003: Cheftræner i FC Aarhus
- 2004: Vejle BK